# Studios Pisorno

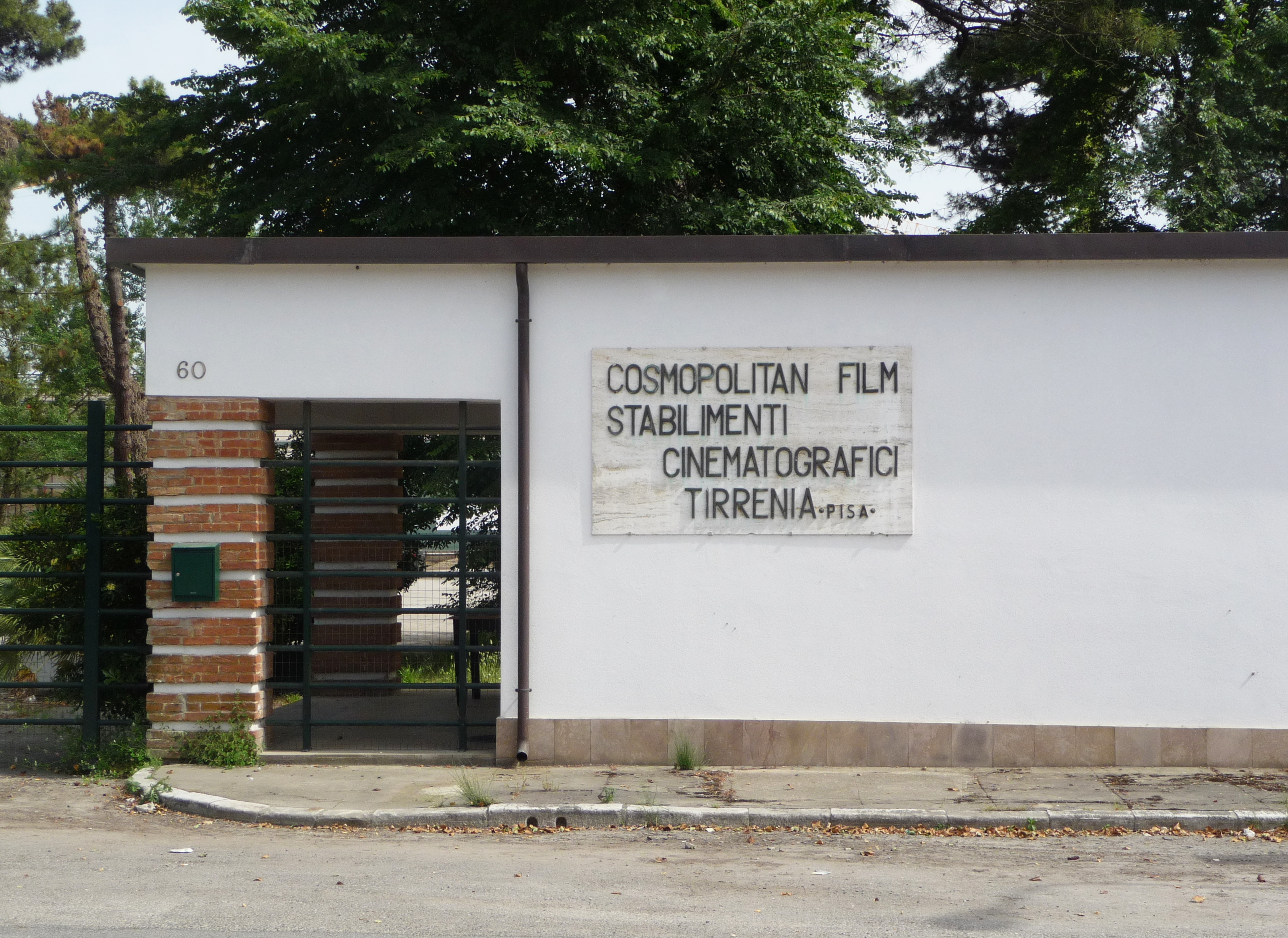
L'entrée des studios en 2009.

Les Studios Pisorno sont des studios de cinéma basés à Tirrenia, une frazione de Pise (Toscane) en Italie, actifs entre 1933 et 1969.

## Historique
En 1933, l'Ente Autonomo Tirrenia a construit un complexe cinématographique, conçu par l'architecte Antonio Valente, qui a reçu le nom de Tirrenia Film. Les studios étaient destinés, avec les studios Fert de Turin, à fournir une concurrence nordique aux studios Cines de Rome, de plus en plus dominants. L'année suivante, Giovacchino Forzano a repris l'établissement et l'a rebaptisé « Pisorno », un nom provenant de la fusion de Pise et de Livourne, à égale distance des deux villes. Giovacchino Forzano était un ami et un collaborateur de confiance de Benito Mussolini et les installations devaient être utilisées pour produire des films de propagande fasciste. Pisorno a été la première ville de cinéma en Italie avant la création de Cinecittà en 1937.
Pendant la Seconde Guerre mondiale, les studios sont réquisitionnés par les troupes américaines qui en font le plus grand dépôt de la Méditerranée jusqu'en 1948. En 1961, ils ont été rachetés par le Cosmopolitan Film de Carlo Ponti et ont repris leur nom. L'activité des studios Cosmopolitan s'est définitivement arrêtée en 1969.
Entre autres, des vedettes telles que Sophia Loren, Marcello Mastroianni, Claudia Cardinale, Domenico Modugno, Vittorio Gassman, Klaus Kinski, Philippe Noiret, Eduardo, Peppino et Titina De Filippo, Alida Valli, Amedeo Nazzari, Ugo Tognazzi, Fred Astaire, Erminio Macario, Edwige Fenech ont joué dans les studios Pisorno. Parmi les réalisateurs qui y étaient actifs, on compte Mario Monicelli, Joseph Losey, Mauro Bolognini, Vittorio De Sica, Sergio Corbucci, Marco Ferreri, Elio Petri, Roberto Faenza, Luigi Zampa.
Un aspect important du Pisorno était également la formation de nouvelles compétences professionnelles qui, jusqu'alors, étaient peu représentées en Italie : techniciens et ingénieurs du son, régisseurs et inspecteurs de production, dont beaucoup, comme la « dinastia dei truccatori Mecacci », (litt. « dynastie des maquilleurs Mecacci »), ont ensuite rejoint les studios de Cinecittà.
Dans les années 1980, le nom de Pisorno a été proposé pour la création d'une équipe de football unique représentant les villes de Pise et de Livourne (historiquement adversaires d'un point de vue sportif) par le président de l'époque du Sporting Club de Pise, Romeo Anconetani (it) : l'équipe devait porter un uniforme aux couleurs des deux équipes (amarante pour Livourne, noir et bleu pour Pise) et devait jouer dans un nouveau stade à construire ex nihilo à la frontière des deux provinces près de Coltano (it).
En 1987, les frères Paolo et Vittorio Taviani font rouvrir les studios pour tourner Good Morning Babilonia, l'histoire de deux artisans toscans qui partent chercher fortune dans le cinéma américain. Le Hollywood pionnier de David Wark Griffith a été reconstitué dans les studios Pisorno.
Après des décennies d'abandon, au XXIe siècle, les installations de Pisorno sont rénovées, principalement pour les reconvertir en résidences hôtelières.
Dans le roman anglais Cooking with Fernet Branca de James Hamilton-Paterson, l'action se déroule à un moment donné dans les anciens studios Pisorno, qui sont en cours de restauration pour le tournage d'un film se déroulant dans les années 1930.

## Filmographie partielle
- 1936 : Les Deux Sergents (I due sergenti) d'Enrico Guazzoni
- 1937 : I fratelli Castiglioni de Corrado D'Errico
- 1939 : Sei bambine e il Perseo (it) de Giovacchino Forzano
- 1939 : Cose dell'altro mondo (it) de Nunzio Malasomma
- 1940 : La Fille du corsaire (La figlia del corsaro verde) d'Enrico Guazzoni
- 1940 : Mare (it) de Mario Baffico
- 1940 : Le Pirate, c'est moi (Il pirata sono io!) de Mario Mattoli
- 1941 : Il re d'Inghilterra non paga (it) de Giovacchino Forzano
- 1941 : Cenerentola e il signor Bonaventura (it) de Sergio Tofano
- 1943 : Piazza San Sepolcro (it) de Giovacchino Forzano
- 1945 : La casa senza tempo d'Andrea Forzano
- 1961 : Madame Sans-Gêne de Christian-Jaque
- 1964 : Le Mari de la femme à barbe (La donna scimmia) de Marco Ferreri
- 1969 : L'assoluto naturale de Mauro Bolognini
- 1974 : I cannoni tuonano ancora (it) de Sergio Colasanti et Joseph Lerner